# Loma Miranda
Loma Miranda es una montaña perteneciente a la Cordillera Central de la República Dominicana, la cual tiene más de 12.3 km² de longitud.
El 27 de agosto de 2014 fue declarada parque nacional mediante una ley aprobada por el Congreso Nacional de la República Dominicana, pero el 2 de septiembre del mismo año, el presidente Danilo Medina, en ejercicio de sus facultades y debido a la presión social y reclamo del pueblo dominicano, devolvió el proyecto de ley al Congreso, sin promulgar, con varias observaciones, entre las cuales se plantea la creación de una ley de ordenamiento territorial y una normativa legal, que establezca una minería responsable y acorde con la conservación del medio ambiente.

Está ubicada a unos 17 km del centro de La Vega, dentro de las coordenadas 19º 10 latitud norte y 70° 46 longitud oeste. Su altura mayor está localizada a unos 658 metros sobre el nivel del mar. Forma parte de la Cordillera Central.

## Hidrografía
Según un estudio hidrológico realizado por el Instituto Nacional de Recursos Hidráulicos, INDRHI, sobre las aguas superficiales y subterráneas presentes en Loma Miranda, dice en su leyenda: es una zona de muy poca importancia hidrológica y acuíferos, prácticamente ausentes.
Esta extensión de terreno según estudios no es considerada productora de agua, porque sólo fluye un río (El Jagüey) en la zona, cuyas aguas no alimentan ninguna otra fuente acuífera.
De igual forma, el informe cita que las aguas de la presa del Rincón no nacen en Loma Miranda. 

## Flora y fauna
Loma Miranda es un paraíso de especies endémicas[cita requerida], tanto de flora como de fauna (especialmente de avifauna), ricas en diversidades de especies tanto en la flora como en la fauna, según estudios de la Academia de Ciencias de República Dominicana, la Comisión de Medio Ambiente de la UASD y la Comisión de Pobladores por la Vida y la Cooperativa Vega Real.

### Flora
La vegetación predominante en estos ecosistemas, identificados a partir de las investigaciones realizadas, revelan la presencia de 207 especies de plantas vasculares de las que 15 son endémicas, 175 nativas, 13 naturalizadas y 4 introducidas, distribuidas 173 géneros y 81 familias de plantas, lo que convierte a Loma Miranda en un enclave biológico de conservación de la biodiversidad, con hábitat en buen estado de conservación y sanidad, para el refugio de los diversos grupos de la fauna.
Loma Miranda posee plantas amenazadas y reguladas en el campo internacional y por convenciones de las que somos signatarios. Los estudios revelan la existencia de 25 especies de plantas amenazadas, de las que 10 son endémicas. geraldo medina

### Fauna
En cuanto a la fauna, Loma Miranda muestra una gran riqueza biológica; del grupo de los anfibios se reportan 10 especies equivalentes a 24% de las 41 especies endémicas de la República Dominicana, de los cuales 8 especies tienen la categoría de amenazadas, como lo muestra la siguiente matriz.
Del grupo de los reptiles, se cuantificaron 20 especies, de las que 2 son nativas, una introducida y 17 endémicas, equivalentes al 16% de las 105 especies reportadas para República Dominicana, de lo que se desprende, además, un alto endemismo.
En el caso de las aves, los estudios revelan la presencia de 33 especies, de las que 16 son residentes de las Antillas Mayores, 9 endémicas de la Isla Española, representando un 11% de las 306 especies reportadas para la isla.

## Historia
Durante la dictadura de Rafael Leónidas Trujillo esta loma era propiedad del Estado, y mediante resolución de la Comisión de Fomento el 19 de diciembre de 1955 se le otorga permiso de exploración y explotación a la Minera y Beneficiadora Dominicana S. A.; pero más tarde la propiedad de unas 79,040 hectáreas y el derecho de exploración sobre dicha loma fue otorgado mediante contrato firmado entre el Estado Dominicano y la multinacional Falconbridge, de Canadá, el 14 de diciembre de 1956, y más tarde el 9 de mayo de 1958 el área de concepción fue aumentado a 79,306 hectáreas.   
En el año 2008 Falcondor adquiere 1,373 hectáreas de tierra en Loma Miranda. Quien cambia de nombre a Falcondo Xtrata Nikel, subsidiaria de Glencore. En la actualidad GlencoreXtrata Nikel posee el 87.6% de las acciones.  Glencore Xtrata Nikel, es una multinacional con asiento en Suiza.  La empresa a estado envuelta en múltiples problemas ambientales y el 2008, fue elegida la Peor Empresa, por Public Eye, como empresa contaminante.
El resto de las acciones, un 13.4 % , 4.5% pertenece a empresas Canadienses. quedando las restantes en manos de particulares. En términos económicos, la planta estima generar más de $5,700 millones de dólares en contribuciones al país en impuestos y dividendos, remuneración a 1,200 empleados directos, pagos a suplidores y contratistas locales, e inversión en iniciativas sociales para los próximos veinte años. Con la creación de empleos, se iniciaría un modelo basado en el desarrollo de las capacidades de los lugareños para integrarlos en el proceso participativo.
Recientes estudios ecológicos por la Academia Dominicana de Ciencias y el PND, concuerdan que de explotarse el impacto ambiental causaría en la fuentes de ríos y las aves que habitan la zona.